# VasFMC
vasFMC ist eine Software (zu Beginn Open-Source-Software, in der aktuellen Version unter Creative-Commons-Lizenz), die einen Flight Management Computer (FMC) nach dem Vorbild des Thales-Systems in einem modernen Airbus-Flugzeug realitätsnah zur Verwendung in einem PC-Flugsimulator nachbildet. Die Entwicklung der Software wird seit Oktober 2011 nicht mehr fortgeführt.

## Entwicklung
vasFMC wurde seit 2005 entwickelt, damals noch unter dem Namen simpleFMC. Ziel war es, im Microsoft Flight Simulator nach aktuellen Luftfahrtkarten Routen abfliegen zu können, wie sie im realen Flugbetrieb genutzt werden. Dies war meist nur mit den FMCs von Add-On Flugzeugen möglich. In diesen meist als Payware angebotenen Flugzeuge ist der FMC aber so tief integriert, dass eine Verwendung mit anderen (bspw. Freeware-)Flugzeugen nicht möglich ist. simpleFMC war hingegen nicht an ein bestimmtes Flugzeug gebunden und ermöglichte die Navigation entlang echter Routen und mit aktuellen AIRAC-Daten. simpleFMC ermöglichte die Eingabe der Routen als Abfolge von Luftstraßen und Wegpunkten (ICAO-Format) über eine einfache GUI und stellte sie dann auf einem dem Airbus nachempfundenen „Navigational Display (ND)“ dar.

## Version 2
Mit Version 2 trat neben dem reinen Navigieren auch der Aspekt der möglichst realitätsnahen „Look and Feels“ in den Vordergrund. Die Bedienung erfolgt nun nicht mehr über eine gewöhnliche GUI, sondern über eine dem Airbus A320 direkt nachempfundene Bedienkonsole, die Multipurpose Control and Display Unit (MCDU). Außerdem werden jetzt auch weitere Displays des A320 Cockpits dargestellt, neben dem überarbeiteten Navigational Display auch ein „Primary Flight Display“, das etwa den Künstlichen Horizont abbildet, sowie das obere ECAM-Display, auf dem verschiedene Triebwerksparameter angezeigt werden. Eine „Flight Control Unit“ (FCU) ermöglicht die Bedienung des internen Autopiloten, der die im A320 vorhandene Logik emuliert und auf die generische Logik des Microsoft Flight Simulator abbildet. Darüber hinaus ist ein Soundmodul eingebaut, das diverse Warntöne und Pilotenansagen ausgibt und Checklisten vorlesen kann.

## X-Plane
Mit Version 2.0alpha9 unterstützt vasFMC neben dem Microsoft Flight Simulator nun auch X-Plane. vasFMC kann dabei auf allen von X-Plane unterstützten Plattformen betrieben werden, also auf Linux, Windows und macOS. vasFMC ist mit X-Plane voll netzwerkfähig und kann beispielsweise auf zwei separaten Rechnern unabhängige Darstellungen für Kapitän und Copilot liefern.

## Version 2.1 und Projektende
Im Oktober 2011 erklärte Projektgründer Alex Wemmer, dass das Virtual Aviation Suite Projekt (und damit die vasFMC-Software) nicht mehr fortgeführt werde. Die Gründe dafür seien vielfältig, als Hauptgrund nennt er sein verloren gegangenes Interesse am Flugsimulator. Die aktuelle Version 2.1 wurde entgegen vorheriger Versionen unter einer Creative Commons Lizenz veröffentlicht, was die Software frei zugänglich macht, den Quellcode aber erstmals nicht als frei zugänglich einschließt. Zusammen mit der Projekthomepage wurden auch das Supportforum und die Downloads deaktiviert.

## Weiterentwicklungen
Nachdem das alte Team um Alex Wemmer die Weiterentwicklung aufgegeben hatte, begann die Entwicklung verschiedener Forks auf Basis der open-source-Version 2.09. So existiert ein Projekt names xVasFMC auf GitHub mit dem Ziel, vasFMC direkt in X-Plane einbauen zu können (ohne Netzwerkschnittstelle). Außerdem gibt es einen Fork auf sourceforge von Mitgliedern der VATSIM Germany mit dem Ziel, möglichst viel Funktionalität der Version 2.10 nachzubauen.

## Hardware
vasFMC kann mit verschiedener Homecockpit-Hardware betrieben werden, die die Software-Eingabemodule durch entsprechende Hardware ersetzen. So unterstützt vasFMC beispielsweise das IOCP-Protokoll zur Anbindung einer MCDU.

## Technisches
vasFMC ist in C++ unter Verwendung der Qt-Bibliothek geschrieben und verwendet openGL zur Darstellung der Cockpit-Displays. Die Soundausgabe erfolgt unter Windows mit FMOD, unter Linux mit openAL. Die Verbindung mit X-Plane erfolgt über das CANaerospace-Protokoll, welches über UDP (CANoverIP) die Verbindung mit der in X-Plane laufenden CANaerospace-Schnittstelle herstellt. Diese Schnittstelle ist ebenfalls Open Source.